# 100 dollars pour mourir
100 dollars pour mourir est le seizième album de la série de bande dessinée La Jeunesse de Blueberry de François Corteggiani (scénario), Michel Blanc-Dumont (dessin) et Claudine Blanc-Dumont (couleurs). Publié pour la première fois en 2007, c'est le premier d'un diptyque.

## Personnages principaux
- Blueberry : lieutenant de cavalerie nordiste mis en contact malgré lui avec les ravisseurs d'un chargé de mission[1].
- Sergent Grayson : militaire nordiste qui accompagne Blueberry[2].
- John Bear's Fingers : vieil homme fanatique à la tête d'un groupe d'indiens qui ont enlevé un chargé de mission[3].
- Allan Pinkerton : « chef des services secrets nordistes »[4].
- Baumhoffer : homme travaillant pour le compte de Pinkerton[5].

## Résumé
Des soldats sudistes attaquent des soldats nordistes. L'homme que les nordistes accompagnait s'enfuit à cheval, mais un Amérindien le fait tomber de cheval alors que les balles sifflent autour d'eux et que les hommes se battent au corps à corps. Quelques heures plus tard, un contingent nordiste passe près du champ de bataille, et Blueberry ordonne que les morts soient enterrés. Un soldat sudiste d'origine amérindienne revient brusquement à lui et s'enfuit à cheval. Le sergent Grayson le prend en chasse, suivi de Blueberry. Quelques minutes plus tard, Blueberry fait tomber le sudiste de selle et il s'ensuit un combat à mains nues entre les trois. Lorsque le sudiste se rend compte que Grayson est lui aussi d'origine amérindienne, il cesse de se battre.
Quelques instants plus tard, un soldat nordiste l'abat d'une balle dans le dos. Le sudiste est transporté à l'infirmerie mobile, mais son état n'est « pas brillant ». Le sergent décide de veiller le blessé et, plus tard dans la nuit, le soldat sudiste lui fait des révélations. Grayson retrouve Blueberry et partage ces informations. Le lendemain, les deux quittent le contingent nordiste : « dites que nous avons déserté ». Alors qu'ils chevauchent, Blueberry demande à Grayson de lui répéter ce qu'il lui a raconté dans la nuit : un civil qui circulait sous la protection d'un contingent nordiste a été enlevé et le soldat sudiste devait empêcher l'enlèvement. Blueberry apprend que l'homme enlevé travaillait pour la banque Rothschild et que Grayson comprend le cherokee, car son père était navajo et sa mère cherokee.
À « Washington, capitale de l'Union », Allan Pinkerton discute avec Lewis, employé de la banque Rothschild qui s'inquiète de la disparition d'un chargé de mission. Celui-ci sait où se trouve un train rempli d'or essentiel aux efforts de guerre nordiste et sudiste, et est le seul à connaître la combinaison qui ouvre le coffre-fort du train.
Près d'un « amas de baraques à moitié délabrées », un vieil indien met en joue Blueberry tout en cherchant Grayson qui, à sa surprise, le menace de dos. Quelques instants plus tard, profitant d'un orage subit, le vieil homme disparaît de leur vue et réapparaît sur le pas de la porte d'une cabane. Plus tard dans celle-ci, le vieil homme se confie un peu : « Je suis John Bear's Fingers ». Des soldats nordistes font irruption sur place et menacent les trois hommes. Après s'être reconnus comme nordistes, Blueberry leur indique qu'il y a une autre cabane où ils peuvent s'installer. À l'abri, l'un des soldats nordistes mentionne qu'ils sont engagés par « ce type de la Pinkerton ». Un autre incite ses compagnons à tuer Blueberry, Grayson et Fingers pour gagner plus d'argent que la prime promise par l'agence Pinkerton.
Fingers, ayant volé le revolver de Grayson, abat l'un des soldats nordistes. Les deux autres répliquent, Blueberry en tue un autre et le vieil indien tue le troisième mais reçoit une balle à la tête. Tombé par terre, Blueberry et Grayson le croient mort, mais il s'agit de « quelques égratignures ». Plus tard, d'autres soldats nordistes fouillent les lieux. Apparaît alors Baumhoffer, un employé de l'agence Pinkerton. L'un des soldats nordistes, à l'article de la mort, a « parlé d'un nordiste.... [un] blanc-bec ». Baumhoffer suppose qu'il s'agit de Blueberry. Un autre soldat mentionne que les trois morts ont toujours de l'argent dans leurs poches : « Cent dollars pour mourir ».
À Washington, Allan Pinkerton mène Abraham Lincoln à un rendez-vous pour « raison d'État ». Lincoln est mis en présence de Stand Watie, général sudiste, l'un « de [...] plus farouches ennemis » des nordistes. Watie explique que le chargé de mission de la banque Rothschild a été enlevé par « une poignée des miens qui ne rêvent que de gloire passée ». Il avait envoyé l'un de ses hommes pour empêcher l'enlèvement. Lincoln affirme que « s'ils ne sont qu'une poignée d'hommes, ce ne doit pas être bien sorcier d'en venir à bout ! » Watie affirme qu'ils sont menés par un « véritable fanatique » et qu'ils doivent unir leurs forces pour mettre fin à leurs agissements.
De leur côté, Blueberry, Grayson et Fingers sont victimes d'une embuscade tendue par des indiens. Après plusieurs combats rapprochés, Fingers échappe aux indiens. Surclassés, les deux autres se réveillent dans une cabane au flanc d'une montagne. Ils y découvrent le chargé de mission battu et la langue coupée. Au même moment, Fingers entre dans la cabane et abat le chargé de mission : « Il a dit ce qu'il avait à dire » et, mort, ne pourra l'écrire non plus. Furieux, Blueberry agresse le vieil homme : « tu n'es qu'un vieux fou et un barbare ! », mais recule devant son revolver.
Fingers explique pourquoi il agit ainsi. Par exemple, il demande : « Que sais-tu de la forfaiture qui, il y a plus de trente années, décida de chasser de leur sol les cinq tribus civilisé... » Après quelques minutes, des indiens viennent avertir Fingers que des hommes approchent : Baumhoffer et les trois soldats nordistes qui l'accompagnent. Fingers entraîne tous les hommes dans un tunnel percé dans la montagne, alors que Baumhoffer décide d'attendre la nuit avant de s'approcher.